# Zonsverduistering van 25 januari 1944

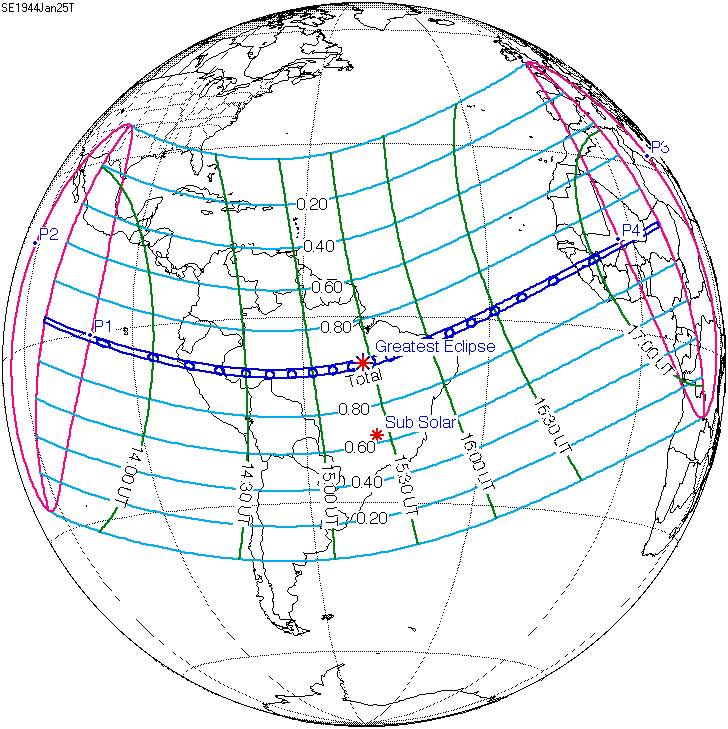
De zonsverduistering was te zien tussen de blauwe lijnen.

De totale zonsverduistering van 25 januari 1944 trok veel over zee, maar was achtereenvolgens te zien in deze zeven landen:
| in Zuid-Amerika | 2 | : Peru en Brazilië                                  |
| in Afrika       | 5 | : Sierra Leone, Guinee, Mali, Burkina Faso en Niger |

## Lengte

### Maximum
Het punt met maximale totaliteit lag in Brazilië in de deelstaat Pará tussen de plaatsen Macedônia en Primavera en duurde 4m08,8s.

### Limieten
| Fenomeen                    | Code | Tijdstip UTC  |
| --------------------------- | ---- | ------------- |
| Eerste contact bijschaduw   | P1   | 12:48:17.4 UT |
| Eerste contact kernschaduw  | U1   | 13:44:13.2 UT |
| Kernschaduw compleet vanaf  | U2   | 13:45:36.2 UT |
| Bijschaduw compleet vanaf   | P2   | 14:43:30.1 UT |
| Maximum eclips              | GE   | 15:26:16.1 UT |
| Bijschaduw compleet t/m     | P3   | 16:08:57.9 UT |
| Kernschaduw compleet t/m    | U3   | 17:06:52.6 UT |
| Laatste contact kernschaduw | U4   | 17:08:17.6 UT |
| Laatste contact bijschaduw  | P4   | 18:04:11.1 UT |